# Episodi di Holby City (terza stagione)
La terza stagione della serie televisiva Holby City è stata trasmessa in anteprima nel Regno Unito da BBC One tra il 5 ottobre 2000 e il 5 giugno 2001.
| nº | Titolo originale            | Titolo italiano | Prima TV UK      | Prima TV Italia |
| -- | --------------------------- | --------------- | ---------------- | --------------- |
| 1  | The Deep End                |                 | 5 ottobre 2000   |                 |
| 2  | Too Much Too Young          |                 | 12 ottobre 2000  |                 |
| 3  | The Real Thing              |                 | 19 ottobre 2000  |                 |
| 4  | First Impressions           |                 | 9 novembre 2000  |                 |
| 5  | Against All Odds            |                 | 16 novembre 2000 |                 |
| 6  | Moving On                   |                 | 23 novembre 2000 |                 |
| 7  | The Trouble with the Truth  |                 | 30 novembre 2000 |                 |
| 8  | A Christmas Carol (Part 1)  |                 | 14 dicembre 2000 |                 |
| 9  | A Christmas Carol (Part 2)  |                 | 21 dicembre 2000 |                 |
| 10 | Anyone Who Had a Heart      |                 | 28 dicembre 2000 |                 |
| 11 | Extra Time                  |                 | 16 gennaio 2001  |                 |
| 12 | Runaway                     |                 | 23 gennaio 2001  |                 |
| 13 | Choices                     |                 | 30 gennaio 2001  |                 |
| 14 | Night Shift                 |                 | 6 febbraio 2001  |                 |
| 15 | Winner Takes All            |                 | 13 febbraio 2001 |                 |
| 16 | For Better, for Worse       |                 | 20 febbraio 2001 |                 |
| 17 | Tip of the Iceberg          |                 | 27 febbraio 2001 |                 |
| 18 | Borrowed Time               |                 | 6 marzo 2001     |                 |
| 19 | Private Lives, Public Faces |                 | 20 marzo 2001    |                 |
| 20 | Family Ties                 |                 | 27 marzo 2001    |                 |
| 21 | Snakes and Ladders          |                 | 3 aprile 2001    |                 |
| 22 | A Change Is Gonna Come      |                 | 10 aprile 2001   |                 |
| 23 | Going Gently                |                 | 17 aprile 2001   |                 |
| 24 | Release                     |                 | 24 aprile 2001   |                 |
| 25 | I'm Not in Love             |                 | 1º maggio 2001   |                 |
| 26 | Getting Even                |                 | 8 maggio 2001    |                 |
| 27 | The Mourning After          |                 | 15 maggio 2001   |                 |
| 28 | New Beginnings              |                 | 22 maggio 2001   |                 |
| 29 | Hearts and Flowers          |                 | 29 maggio 2001   |                 |
| 30 | The Road Less Travelled     |                 | 5 giugno 2001    |                 |